# Восточный фронт ДВР
Восточный фронт — оперативное объединение НРА.

## История
Образован на базе Приамурского военного округа. Боевые действия велись в основном против Белоповстанческой армии. В ходе Волочаевской операции войска Восточного фронта ДВР освободили Хабаровск и 2 апреля 1922 сразились с японскими интервентами. После чего Восточный фронт был расформирован.

## Командующие
- С. М. Серышев (с декабря 1921);
- Я. З. Покус (с марта 1922).

Члены военного совета: П. П. Постышев (18 декабря 1921 — 26 февраля 1922), Б. Н. Мельников (18 декабря 1921 — 2 мая 1922), Авдеев (4 марта — 2 мая 1922).
Начальники штаба: П. А. Луцков (18 декабря 1921 — 2 февраля 1922), П. Я. Пелёнкин (временно исполняющий должность, 3 февраля — 10 марта 1922), А. А. Школип (11 марта — 2 мая 1922).